# Даниелян, Карине Суреновна
Карине́ Суре́новна Даниеля́н (арм. Կարինե Դանիելյան; 9 июня 1947, Ереван — 4 апреля 2022) — армянский политический, общественный и государственный деятель.
- 1953—1964 — училась и окончила среднюю школу с отличием.
- 1964—1970 — отделение биофизики Ереванского государственного университета.
- 1971—1974 — вела научно-исследовательскую работу в сфере биохимии/биофизики, в 1975 — успешно защитила кандидатскую диссертацию.
- С 1974 — работала в АН младшим научным сотрудником.
- С 1976 — начала преподавать курс «Охрана окружающей среды» на биологическом факультете Ереванского государственного университета.
- С 1980 — перешла на работу в научный совет по проблемам биосферы при президиуме АН в качестве учёного секретаря.
- С 1985 — приглашена на работу в НИИ по научно-технической информации при правительстве Армянской ССР, в качестве руководителя отдела, снабжающего научно-технической информацией руководство республики.
- С 1988 — стала одной из основателей общенационального экологического движения, участвовала также в женском движении в качестве члена президиума республиканского совета женщин и президиума лиги армянских женщин.
- С 1990 — избрана первым заместителем мэра Еревана по экологическому и здравоохранному комплексу.
- 1991—1994 — была министром охраны природы Армении.
- С 1994 — перешла на преподавательскую работу в Ереванский государственный университет.
- С 1995 — начала сотрудничать с разными международными организациями (UNDP, UNEP, USAID, ЕС, WB, OSCE, SIDA, REC и др.) в качестве национального эксперта по экологии и устойчивому развитию.
- Январь 1996 — создала НПО — Ассоциацию «За устойчивое человеческое развитие».
- С 1997 — стала представлять Армению на международной арене в качестве руководителя НПО.
- Автор 260 научных статей, соавтор и редактор более 30 книг, в том числе национальных докладов по экологии и устойчивому развитию.

## Другие данные
- Профессор ЕГУ и академик международной академии экологии.
- Член координационного совета правительства Армении по PRSP (представитель от экологических НПО).
- Член совета попечителей фонда по лесовосстановлению при премьер-министре Армении.
- Член совета по предотвращению незаконных вырубок лес при премьер-министре Армении.
- Член совета при министре охраны природы по проблемам озера Севан.
- Член градостроительного совета при мэре г. Ереван.
- Член совета экспертов при Орхус-центре ОБСЕ и министерства охраны природы Армении.
- Независимый эксперт парламента Армении.
- Национальный эксперт UNDP.
- Член совета экспертов при омбудсмене Армении.
- Почётный гражданин Еревана (2014).